# Le Puiset-Doré
Le Puiset-Doré är en kommun i departementet Maine-et-Loire i regionen Pays de la Loire i nordvästra Frankrike. Kommunen ligger i kantonen Montrevault som tillhör arrondissementet Cholet. År 2018 hade Le Puiset-Doré 1 182 invånare.

## Befolkningsutveckling
Antalet invånare i kommunen Le Puiset-Doré
| Referens: INSEE |